# Toyota Vista
Toyota Vista (яп. — ト ヨ タ · ビ ス タ) — автомобіль, що випускався Toyota з 1982 по 2003 рік і призначений тільки для внутрішнього ринку Японії. Відрізнялася від Toyota Camry кузовом хардтоп (безрамкові двері, в іншому кузова аналогічні), більш потужним зовнішнім світлообладнанням (фари, габарити, стоп-сигнали і т. д.), і більш простою комплектацією салону. Виробництво моделі припинено в 2003 році.
Автомобілі комплектувалися бензиновими двигунами об'ємом 1,8 або 2,0 літра або турбодизелями 2,0 або 2,2 літра, механічною п'ятиступінчастою або автоматичною чотириступінчастою коробкою передач, незалежною підвіскою з переднім повним приводом.
Покоління автомобіля легко визначається за моделлю кузова, починаючи від SV10, SV20 … і до SV50 на якому модельний ряд «Віста» був припинений. У 50-му кузові було випущено дві модифікації, седан «VISTA» і універсал «VISTA ARDEO», причому в останньому поколінні лінійки цієї моделі Тойота відмовилася від виконання кузова у вигляді хардтоп.
На базі Toyota Vista 5 покоління була розроблена Toyota Opa.

## Перше покоління (1982—1986)

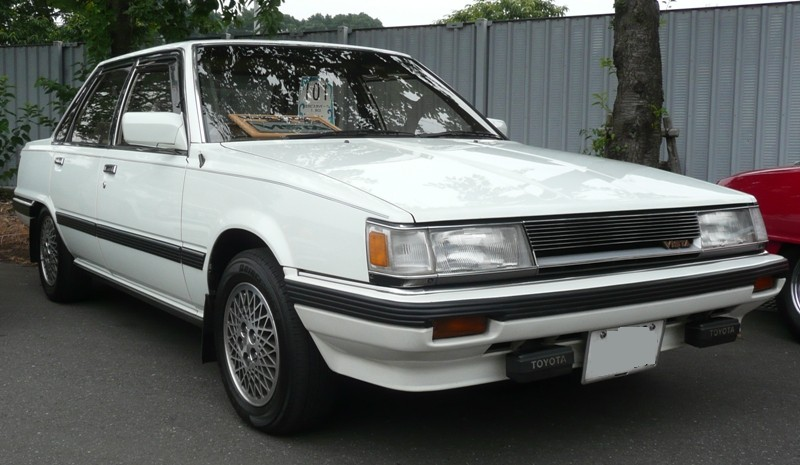
1 покоління

V1 випускався з 1982 по 1986 рік. Попередником моделі умовно вважається задньопривідний седан Toyota Celica Camry (1980—1982 роки випуску), створений на базі купе Toyota Celica. Кузов був доступний у двох варіаціях: ліфтбек та класичний седан. Двигуни: від різних варіацій 1S до форсованого 3S-GE 1st Gen (3S-FE не ставився). Випускалися лише передньопривідні моделі. Салон був доступний у бежевому та синьому кольорі.

## Друге покоління (1986—1990)

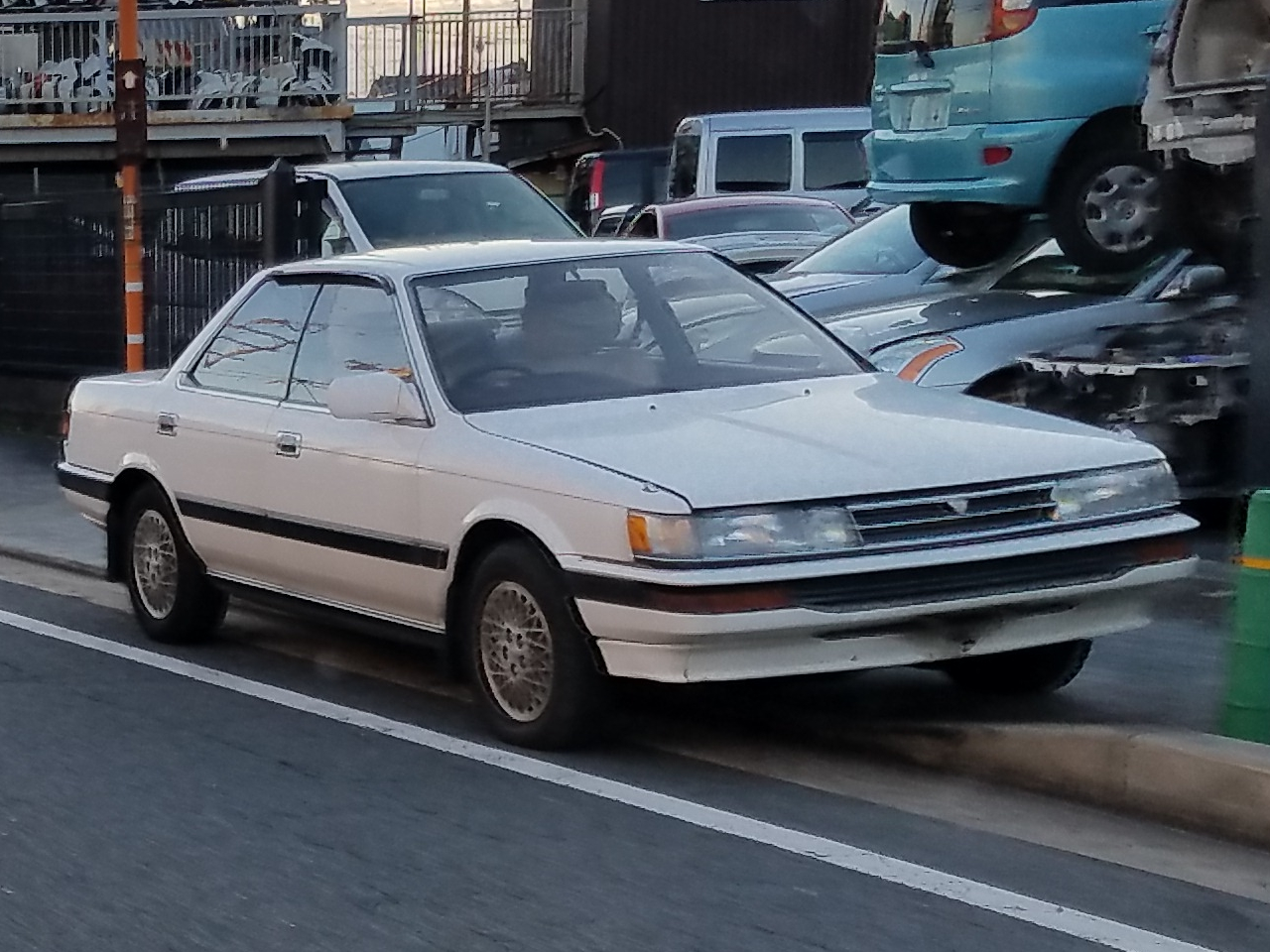
2 покоління

Випускалося з 1986 по 1990 рік. Друге покоління V2 було логічним продовженням першого і перейняло деякі риси. Кузов став більш округлим, але водночас не втратив своєї «оквадраченості», це був перехідний варіант між першим та третім поколінням.
Типів кузова було два: хардтоп (вікна без рамок) та седан. Салон був доступний у чотирьох колірних варіаціях: бордовий, синій, бежевий та сірий.

## Третє покоління (1990—1996)

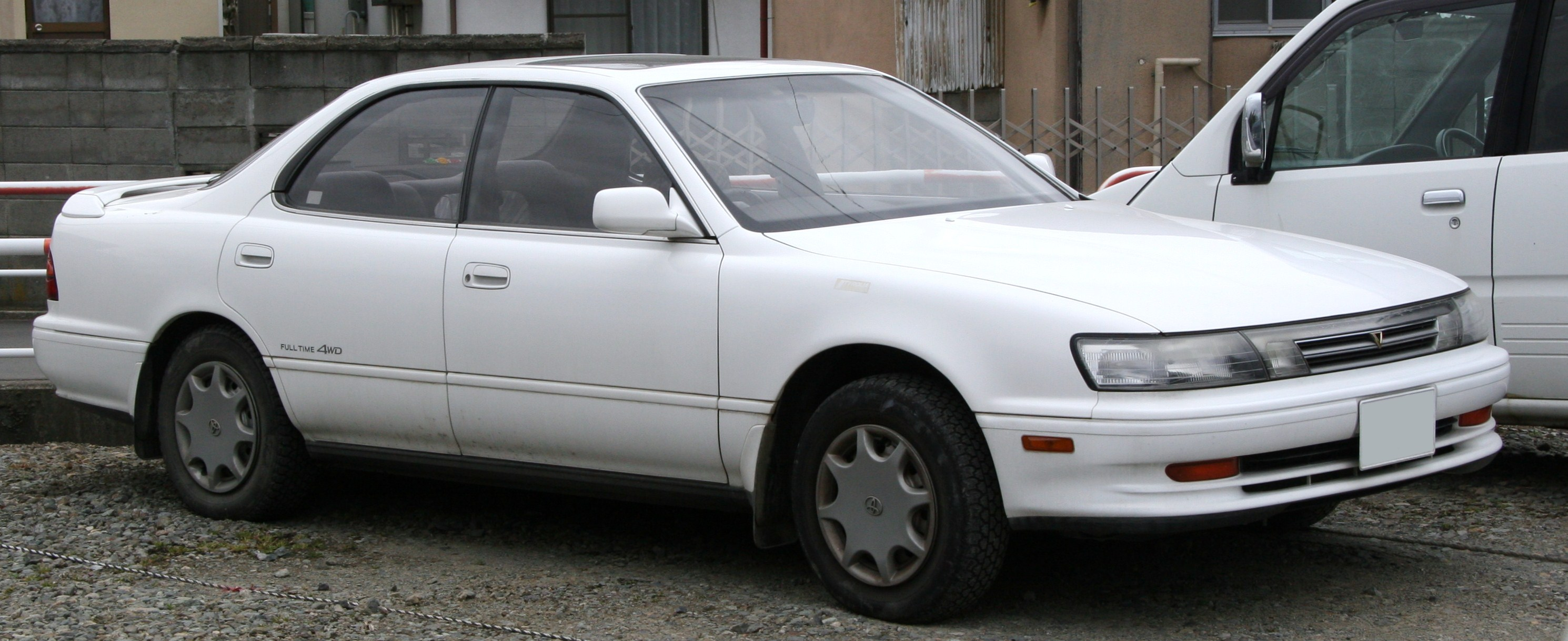
3 покоління

V3 випускався з червня 1990 по серпень 1996 року в кузовах седан і хардтоп (Camry Prominent). На тій же платформі, але з невеликими змінами в оформленні передньої та задньої частин кузова, випускалася під назвою Toyota Vista. Існували модифікації з переднім (#v30/32/33), а також повним приводом 4WD FullTime (#v35). У лінійці двигунів був досить широкий вибір: дизельні 2C-T (2.0), а також бензинові рядні 4S-FE (1.8), 3S-FE (2.0), 3S-GE (2.0) та V-подібні 1VZ-FE (2.0) 4VZ-FE (2.5).
Оснащувалися механічними та автоматичними КПП. Модифікація #v33 оснащувалась системою 4WS (4 Wheel Steering). Деякі модифікації також могли комплектуватися електронно-керованою підвіскою TEMS (Toyota Electronic Modulated Suspension).

## Четверте покоління (1994—1998)

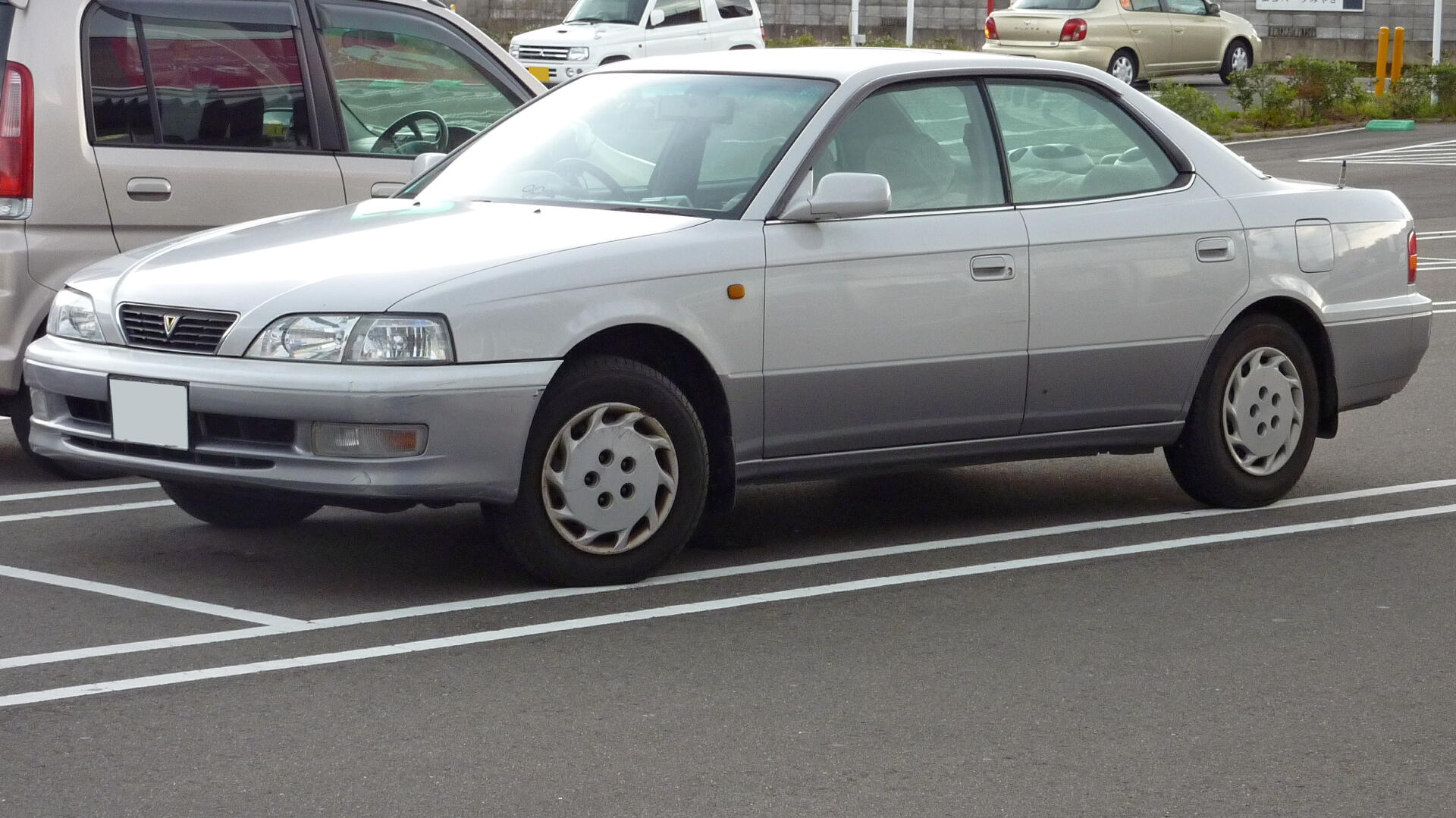
4 покоління

V4 вироблялася з 1994 по 1998 рік. Не мала «GT» — комплектації та комплектації з електронною панеллю приладів, також не проводився рестайлінг моделі. У 1996 році, встановили інші задні ліхтарі, з більш вираженою секцією заднього ходу, і появою додаткового прорізу в передньому бампері. Також грати радіатора втратили свою хромовану окантовку, отримавши два хромовані «крила» для свого шильдика.

## П'яте покоління

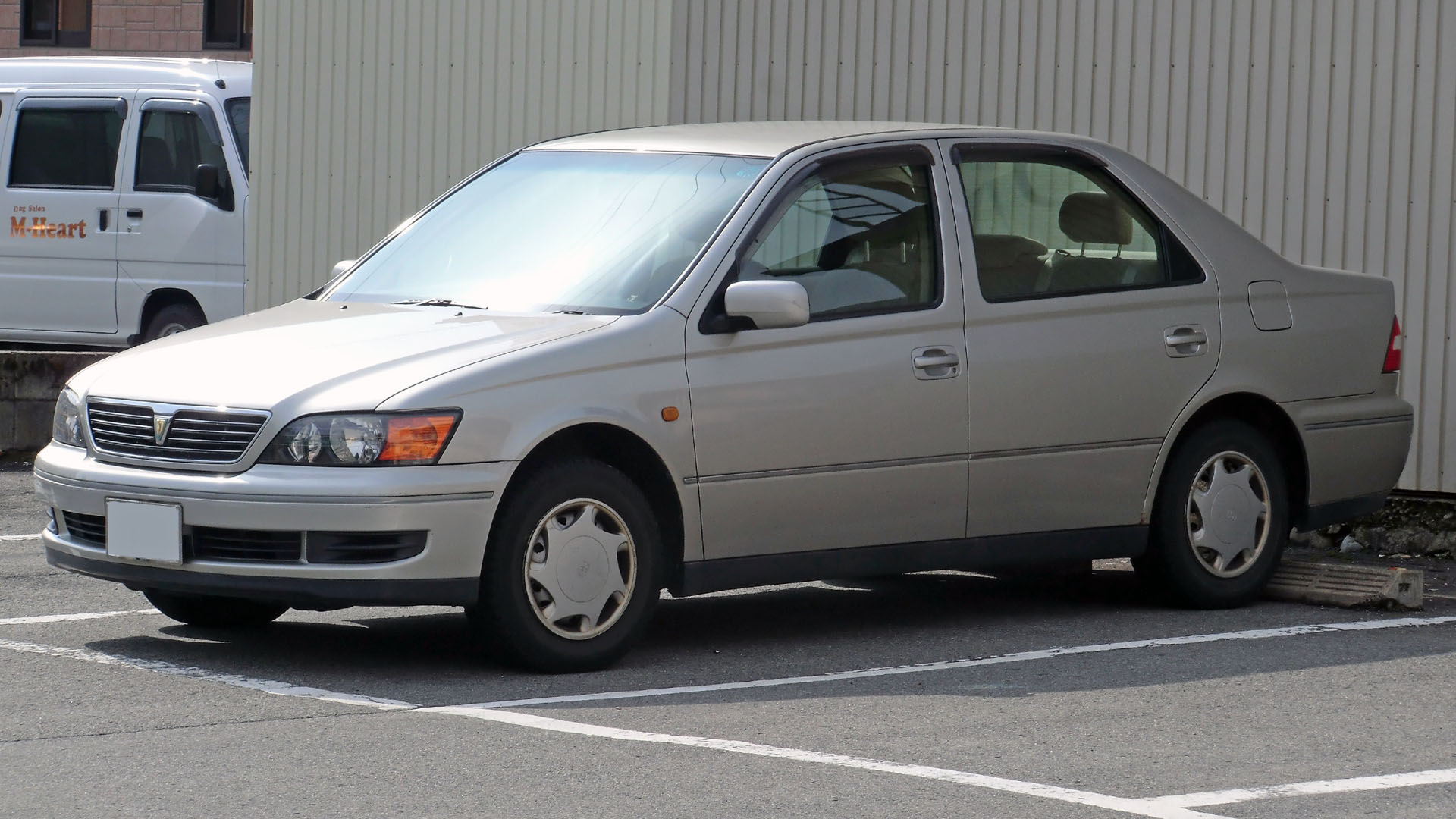
5 покоління

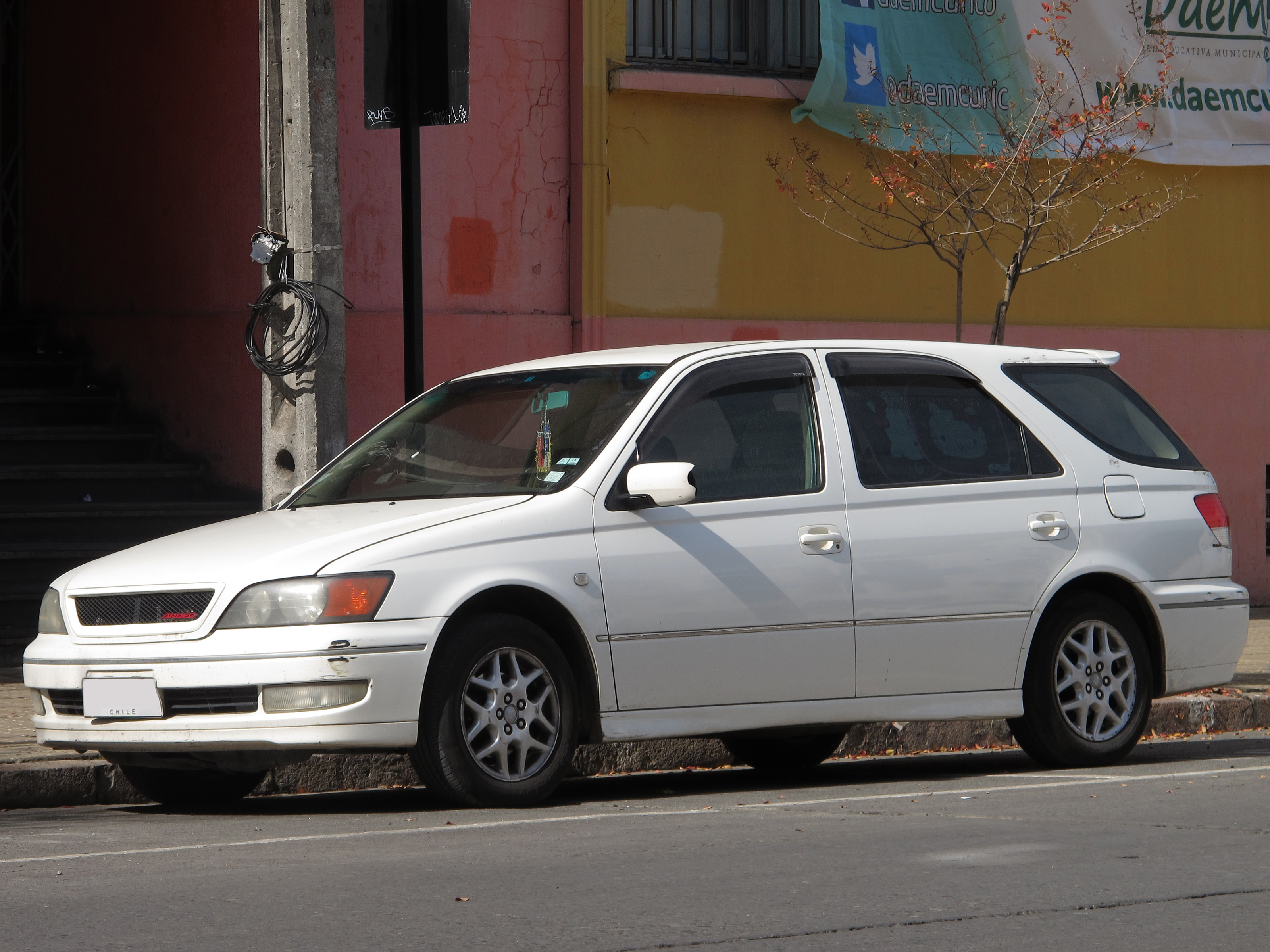
Toyota Vista Ardeo

V5 було останнє покоління у модельному ряді Vista. Тип кузова був доступний тільки у версії седан і універсал, що став окремою моделлю і називається Vista Ardeo. Також у цьому поколінні відбувся поділ спільних кузовів з Toyota Camry, вона стала позиціонуватися вище класом.